# Great Teacher Onizuka
Great Teacher Onizuka (japonsky グレート・ティーチャー・オニヅカ, Guréto tíčá Onizuka), zkrácené též GTO, je japonská šónen manga, kterou psal a kreslil Tóru Fudžisawa. Původně vycházela v časopisu Šúkan šónen Magazine od ledna 1997 do února 2002. Nakladatelství Kódanša vydalo kapitoly ve 25 svazcích mangy. Hlavní postavou příběhu je 22letý Eikiči Onizuka, bývalý člen motorkářského gangu, který se stal učitelem na soukromé střední škole Holy Forest Academy v Tokiu. Svým studentům poskytuje často svérázné „lekce“, kterými řeší jejich problémy. Často se proto dostává do sporu se zástupcem ředitele i se zákonem.
Na základě popularity této mangy vzniklo několik adaptací. Japonský 12dílný televizní seriál byl premiérově vysílán od července do září 1998, hraný film režiséra Masajuki Suzukiho byl do japonských kin uveden v prosinci 1999 a 43dílný televizní anime seriál, za jehož vytvořením stojí studio Pierrot, byl premiérově vysílán od června 1999 do září 2000 na televizní stanici Fuji TV. Druhý televizní seriál měl v Japonsku premiéru v roce 2012 a další dva roku 2014. Vedlejší manga GTO: 14 Days in Shonan vycházela v časopisu Šúkan šónen Magazine od června 2009 do září 2011. Pokračování s názvem GTO: Paradise Lost vychází od dubna 2014 v Šúkan Young Magazine.
Manga Great Teacher Onizuka prodala k listopadu 2007 přes 50 milionů kopií. V roce 1998 získala cenu Kódanša v kategorii šónen.